# Levuka
Levuka é uma cidade situada na costa sudeste da ilha de Ovalau, em Fiji. Já foi a capital nacional. No último censo, em 1996, registrou uma população de 3.745, o que corresponde a um terço da população da ilha. É o maior centro comercial e econômico da ilha. A localidade foi fundada em 1820 por colonos e comerciantes europeus, constituindo a primeira cidade moderna e primeiro porto e centro comercial da região.

## UNESCO
A UNESCO inscreveu Levuka como Patrimônio Mundial por "ser um raro exemplo de uma cidade portuária colonial que foi influenciada pelos habitantes locais que continuaram as construções iniciadas pelos colonos europeus"
Foi o primeiro local de Fiji a ser inscrito como Patrimônio Mundial da UNESCO.